# 紅體綠鰭魚
紅體綠鰭魚，為輻鰭魚綱鮋形目牛尾魚亞目角魚科的其中一種，分布於東大西洋區，從不列顛群島至茅利塔尼亞海域，棲息深度15-400公尺，體長可達50公分，為底棲性魚類，生活在沙泥底質、礁石區海域，屬肉食性，以甲殼類、魚類等為食，可做為食用魚。